# Farnese-diamant

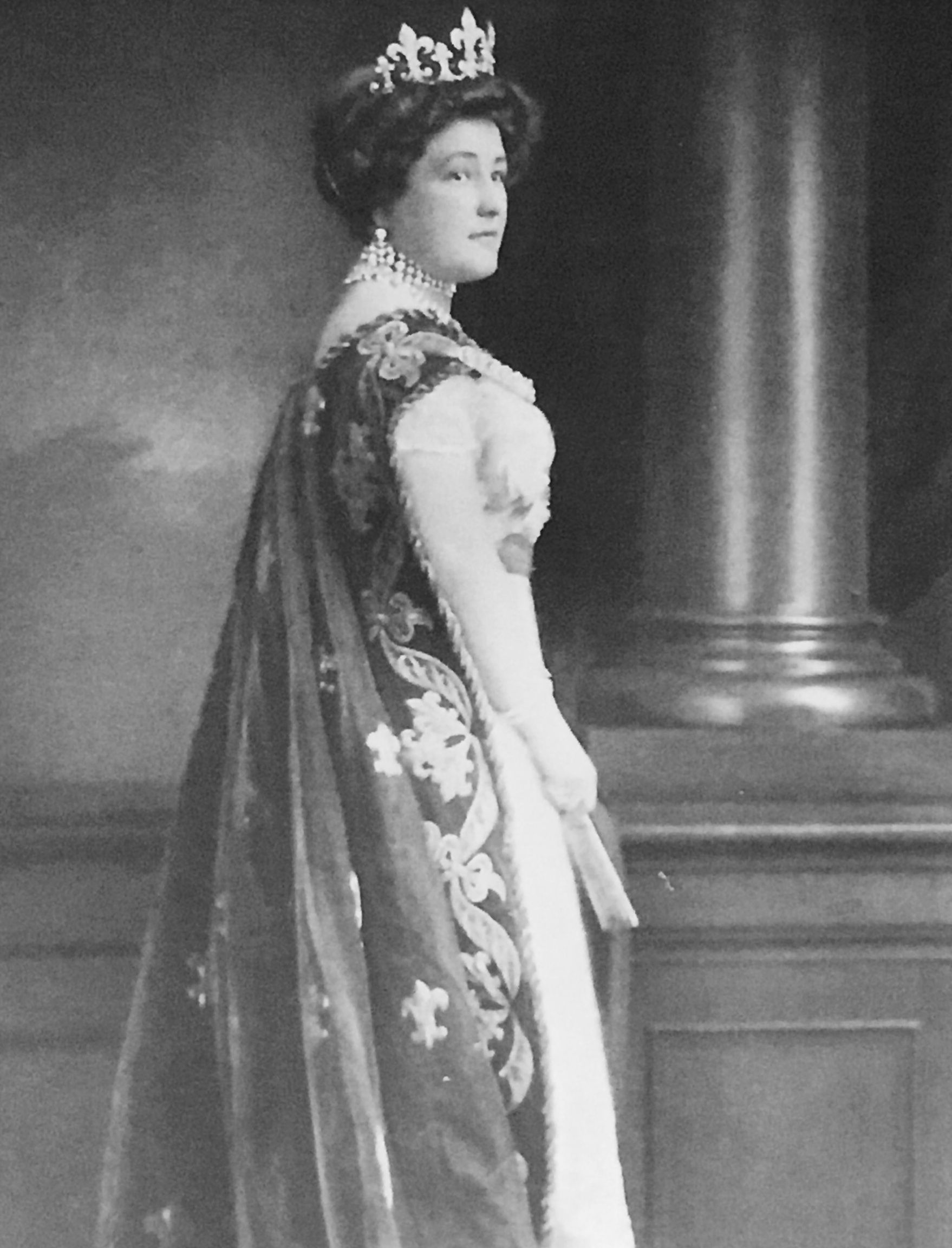
Maria-Anna van Oostenrijk, mogelijk met de tiara die ze met de Farnese-diamant combineerde

De Farnese-diamant is een blauwe, druppelvormige diamant van 6,16 karaat die eind 17e, begin 18e eeuw is gedolven en 300 jaar de ronde deed bij verschillende Europese koningshuizen. In 2018 werd de diamant op een veiling verkocht aan een onbekende koper.

## Geschiedenis
De Farnese werd eind 17e, begin 18e eeuw gedolven in de Golkonda-mijnen in India. De diamant belandde in de Filipijnen. In 1714 trouwde de koning van Spanje, Filips V van Spanje, met Elisabetta Farnese. De koning vroeg alle Spaanse kolonies een huwelijkscadeau voor zijn nieuwe vrouw te sturen. Het grootste deel van de vloot met de rijkdommen aan boord kwam in noodweer terecht en zonk met alle rijkdommen. De Farnese, gestuurd door de gouverneur van de Filipijnen, overleefde het wel en kwam in handen van Farnese. Zij gaf hem aan haar zoon Filips, samen met haar vaders hertogdom, Parma.
Filips gaf de steen door aan zijn zoon en opvolger, Ferdinand I van Parma, die zijn hertogdom Parma aan Napoleon Bonaparte moest afstaan. Als compensatie werd hij koning van Etrurië, hoewel Napoleon zich een paar jaar later bedacht en Etrurië ook bij zijn rijk trok. Na de val van Napoleon zou Karel Lodewijk, Ferdinands zoon, het hertogdom Lucca ontvangen. In 1847 kreeg hij ook het hertogdom Parma terug, waarna hij vrij snel abdiceerde in faveur van zijn zoon. Al die tijd hield hij de Farnese in bezit, die hij na zijn dood aan zijn kleinzoon Robert I van Parma naliet. Robert vertrok na de Risorgimento, waarin hij Parma verloor, naar Oostenrijk. Prins Elias, één van de 24 kinderen van Robert, trouwde met Maria-Anna van Oostenrijk. Zij droeg de Farnese in een tiara die eveneens bezet was met diamanten die in bezit waren geweest van Marie-Antoinette.
De steen werd gescheiden van de tiara en kwam in bezit van Alice van Bourbon-Parma, de dochter van Maria-Anna van Oostenrijk. Haar kleinzoon Pedro, hertog van Calabrië, erfde de diamant en bracht deze in 2018 op de veiling bij Sotheby's. Hier werd de steen voor 6,7 miljoen CHF verkocht aan een onbekende, maar waarschijnlijk particuliere bieder.